# 田谷禎三
田谷 禎三（たや ていぞう、1945年3月5日 - ）は日本の経済学者。立教大学経営学部国際経営学科特任教授。大和総研特別理事。元日本銀行政策委員会審議委員。  

## 経歴
- 埼玉県出身[1]
- 1967年 3月 立教大学 社会学部 産業関係学科 卒業
- 1969年 3月 立教大学 社会学部 修士課程 修了
- 1973年 6月 カリフォルニア大学ロサンゼルス校 経済学部 修士課程 修了
- 1977年 6月 カリフォルニア大学ロサンゼルス校 経済学部 博士課程 修了（Ph.D.）
- 1977年 7月 International Monetary Fund, Treasurer's Department, Financial Relations Division, Economist
- 1983年 1月 大和證券経済研究所 海外調査部課長
- 1989年 8月 大和総研経済調査部長
- 1991年 9月 同 ヨーロッパ 主席エコノミスト兼社長
- 1994年 2月 大和総研理事
- 1998年 8月 同 常務理事
- 1999年12月 日本銀行政策委員会審議委員
- 2004年12月 大和総研 特別理事
- 2005年 4月 立教大学社会学部産業関係学科教授（特別任用教員）

## 著作
単行本
- （共編著）『Floating Exchange Rates and the State of World Trade Payments』（BeardBooks 2003）
- （共著書）『世界経済図説』（岩波新書、2000年）
- （共編著）『Exchange Rate and Trade Instability: Causes, Consequences and Remedies』（Ballinger Publishing Co.1983）
- （共編著）『The Functioning of Floating Exchange Rates: Theory, Evidence and Policy Implications』（Ballinger Publishing Co.1980）

論文
- 「Some Implications of the Asian Crisis: Liquidity Support, Capital Control, Exchange-Rate Stability and Financial Reforms」（CSIS Southeast Asia's Changing Landscape 1999）
- 「Appreciation and International Capital Flow -Case Study of Japan」（Center for Japanese Studies WHU Koblenz Vallender  Currency Appreciation and Structural Economic Change 1998）
- 「国際資本フローの新しい状況と動向分析」（日本国際問題研究所  国際問題 1994年12月）
- 「国際資本移動、為替市場、経常収支」（NIRA政策研究 2巻3号 1989年）